# Çıraqlı (Şamaxı)
Çıraqlı è un comune dell'Azerbaigian situato nel distretto di Şamaxı. Conta una popolazione di 242 abitanti.